# Anthophorula cornigera
Anthophorula cornigera är en biart som först beskrevs av Cockerell 1922.  Anthophorula cornigera ingår i släktet Anthophorula och familjen långtungebin. Inga underarter finns listade i Catalogue of Life.